# Federata e Futbollit e Kosovës
Die Federata e Futbollit e Kosovës (FFK) (serbisch Фудбалски савез Косова Fudbalski savez Kosova (FSK), deutsch Fußballverband des Kosovo) ist das Leitungsorgan des Fußballs im Kosovo, mit Sitz in Pristina. Er organisiert die Fußballligen im Kosovo und die Kosovarische Fußballnationalmannschaft. Die junge Geschichte des Verbandes ist durch den Kosovokrieg von 1999 und dessen Folgen geprägt. Er wird derzeit von Eroll Salihu geleitet.
Am 22. Mai 2012 erhielten die Mitgliedsverbände der FIFA die Erlaubnis, Freundschaftsspiele gegen die Auswahlmannschaften des FFK auszutragen.
Der FFK ist am 3. Mai 2016 auf dem 40. Ordentlichen UEFA-Kongress in Budapest als 55. Mitglied in die UEFA aufgenommen worden. Auf dem FIFA-Kongress am 13. Mai 2016 in Mexiko-Stadt erfolgte die Aufnahme als 210. Mitglied in die FIFA.

## Geschichte

### Geschichte des Fußballs im Kosovo vor der Verbandsgründung
Laut dem kosovarischen Fußballverband soll in Kosovo erstmals 1919 ein Fußball durch einen Studenten aus Grenoble gerollt sein, jedoch soll es auch Hinweise darauf geben, dass bereits 1914 der Fußball von Österreich-Ungarn aus nach Kosovo eingeführt wurde, das zu der Zeit zum Königreich Serbien (1882–1918) gehörte. 1922 wurden schließlich die ersten Fußballvereine in Đakovica und der FK Priština gegründet, die jedoch aufgrund der instabilen Lage im Kosovo, nun Teil des Königreich der Serben, Kroaten und Slowenen bzw. Königreich Jugoslawien (1918–1941), zu Beginn nicht regelmäßige Spiele absolvieren konnten.

### Nach dem Zweiten Weltkrieg bis 1991
Nach dem Zweiten Weltkrieg entwickelte sich der Fußball im nun Sozialistischen Jugoslawien (1945–1992) sehr schnell, so wurde 1948 der Fudbalski savez Kosova i Metohije, der Fußballverband des Kosovo und Metochien, als einer der Verbände des Fudbalski savez Jugoslavije gegründet, dem Jugoslawischen Fußball-Bunde. Zuvor gehörte die Region Kosovo einschließlich Metochien dem Fudbalski savez Beograda an. Insgesamt wurden einige Sportfunktionäre, Schiedsrichter und zahlreiche Arbeitnehmer aus dem Kosovo in den höchsten Funktionen des jugoslawischen Fußballs eingesetzt.
Da der FK Priština in den 1980er und den späten 1990er Jahren in der 1. jugoslawischen Liga mitmischte bzw. in der 1. Liga der Bundesrepublik Jugoslawien (1992–2003), der Prva liga SR Jugoslavije / Srbije i Crne Gore, gilt er als der erfolgreichste Fußballverein des Kosovo im ehemaligen Jugoslawien (1918–1992). Als weiterer wichtiger Verein aus dem Kosovo gilt auch der FK Trepča, welcher in der Saison 1977/1978 in der obersten jugoslawischen Liga spielte.
In der 2. jugoslawischen Liga waren fortlaufend 3 bis 4 aus dem Kosovo stammende Fußballvereine vertreten. Ebenfalls hatte das Kosovo eine eigene 1. Liga, eine Regionalliga innerhalb des jugoslawischen Fußballsystems, dessen Meister in die 2. jugoslawische Liga aufstieg, außerdem gab es in Kosovo auch noch eine 2. und eine 3. Liga. Nach dem Tod von Staatspräsident Josip Broz Tito 1980 wuchsen die ethnischen Spannungen im Lande, mit der Folge, dass 1981 sowie 1989 die Meisterschaften im Kosovo aufgrund von Protesten seitens der Kosovo-Albaner gegen den jugoslawischen Staat vorzeitig abgebrochen werden mussten. Durch die Unterbrechung wurde der regionale Meistertitel 1981 und 1989 der zur Zeit des Ligaunterbruchs tabellenführenden Mannschaft am Grünen Tisch zugesprochen.

### Ab 1991 bis zum Kosovokrieg
Die ethnischen Spannungen im Lande wuchsen im Laufe der Zeit, mit der Folge, dass in den frühen 1990er Jahren der Staat zu zerfallen begann und der Jugoslawienkrieg ausbrach. Die Verschlechterung der gesamtpolitischen Situation hatte auch Auswirkungen auf den Sport im gesamten Jugoslawien, so auch im Kosovo. In den nationalen Fußball-Wettbewerben verließen die Vereine aus Kroatien und Slowenien die Ligen nach der Saison 1990/91, sowie die Vereine aus Mazedonien nach der Saison 1991/92, nachdem diese Länder ihre einseitige Unabhängigkeit von Jugoslawien erklärt hatten. Fast alle Mannschaften aus Bosnien und Herzegowina konnten die Saison 1991/92 nicht beenden, da dort bereits im April der Krieg ausbrach. Nachdem Jugoslawien in seine Einzelstaaten zerbrochen war, arrangierten sich Serbien und Montenegro und formten im April 1992 den gemeinsamen Staat Bundesrepublik Jugoslawien.
Bereits Ende Mai verhängten die Vereinten Nationen UN-Sanktionen gegen das Land. Dies führte zum wirtschaftlichen Niedergang Jugoslawiens und zur Hyperinflation des jugoslawischen Dinars. Zur Zeit des Zerfalls von Jugoslawien, waren jedoch fortlaufend 4–5 Vereine aus dem Kosovo in den beiden höchsten jugoslawischen Ligen. Während dieser Periode wurde der Fußballsport unter schwierigen Bedingungen durchgeführt. Zwischen 1998 und 1999 verschlechterte sich die Lage im Kosovo aufgrund der anhaltenden Auseinandersetzungen zwischen jugoslawischen Sicherheitskräften und der albanischen paramilitärischen Organisation UÇK die schließlich zum Kosovokrieg führte.

### Fortsetzung seit 1999
Nach Beendigung des Kosovokriegs 1999 wurde der Verband neu strukturiert bzw. neu gegründet, da de facto der jugoslawische Fußballverband bzw. der Fudbalski savez Kosova i Metohije seine Funktion auf dem Gebiet des Kosovo seit Kriegsende nicht mehr vollwertig ausüben konnte. Seitdem wird der Verband von albanischen Sportfunktionären organisiert und geleitet. So wurde eine 1. kosovarische Liga bzw. ein unabhängiges kosovarisches Fußballsystem gegründet, sowie zahlreiche Vereine und Stadien umbenannt. Am 26. Februar 2010 wurde Fadil Vokrri nach dem Rücktritt von Ex-Präsident Sabri Hashani zum neuen Präsidenten der FFK gewählt.
Der Fudbalski savez Kosova i Metohije hingegen, dem de jure Dachverband aller Fußballverbände und somit auch aller Fußballvereine im Kosovo, einschließlich Metochien, mit Sitz in Kosovska Mitrovica ist jedoch direkt dem Fudbalski savez Srbije untergeordnet, dem Serbischen Fußball-Bund, und von der FIFA anerkannt. De facto übt der Fußballverband des Kosovo und Metochien mit derzeitigem Sitz in Nord-Mitrovica seine Funktion jedoch nur auf die Region Nordkosovo aus, die überwiegend von Serben bewohnt wird und von der albanisch dominierten Regierung Kosovos nicht kontrolliert wird.

## Wettbewerbe
Folgende Wettbewerbe werden unter dem Dach des FFK ausgetragen:
- Kupa e Kosovës (Kosovocup)
- Albi Mall Superliga (Superliga) mit 10 Vereinen
- Liga e Parë (Erste Liga) mit 2 Gruppen mit jeweils 10 Vereinen
- Liga e Dytë (Zweite Liga) mit 16 Vereinen
- Liga e Tretë (Dritte Liga) mit 2 Gruppen mit jeweils 12 Vereinen
- evtl. Play-off oder Play-Out für die Vervollständigung der ersten Liga
- Liga e Femrave (Damenliga) mit 8 Vereinen
- Superliga – Futsal (Futsal-Superliga)
- Superliga e Juniorëve (Junioren-Superliga)
- Liga e Parë e Juniorëve (Erste Liga der Junioren)
- Garat përfundimtare të Grupmoshave të reja ((Endrunden der Spiele der Jungen) Die Jungen spielen jeweils nach Alter und Region in einer Liga, die Mannschaft, welche den 1. Platz in der Regionalliga erhält, kommt in die Endrunden-Phase)

## Nationalmannschaft
Der FFK organisiert auch die kosovarische Fußballnationalmannschaft, welche von Trainer Franco Foda betreut wird.

## Mitglieder und Gliederung

### Mitglieder
Mitglied des kosovarischen Fußballverbands sind:
- die 7 Regionalverbände:
  - Regionalverband von Pristina (Lidhja Rajonale e Futbollit e Prishtinës)
  - Regionalverband von Peja (LRF e Pejës)
  - Regionalverband von Mitrovica (LRF e Mitrovicës)
  - Regionalverband von Prizren (LRF e Prizrenit)
  - Regionalverband von Gjakova (LRF e Gjakovës)
  - Regionalverband von Gjilan (LRF e Gjilanit)
  - Regionalverband von Ferizaj (LRF e Ferizajit)
- indirekt jeder Verein, welcher zu einem der 7 Regionalverbänden gehört.
- der in Pristina ansässige Verein für Schiedsrichter (SHGJK) und der ebenfalls in Pristina ansässige Verein für Trainer (SHTK).

### Gremien bzw. Ausschüsse der FFK
- Parlament
- Exekutivkomitee
- Rat für dringende Angelegenheiten
- Präsidium
- Rechtsausschuss
- Generalsekretär
- Ständiger Ausschuss
- Zentralverwaltung